# أليخاندرو فاسكيز (لاعب كرة قدم)
أليخاندرو فاسكيز (بالإسبانية: Alejandro Vázquez Sotorrío) هو لاعب كرة قدم إسباني في مركز الدفاع، ولد في 16 مارس 1983 في خيخون في إسبانيا. لعب مع ريال سبورتينغ خيخون وسبورتينغ خيخون ب وكولتورال ليونيسا ونادي أليكانتي ونادي باراكالدو ونادي سبتة ونادي ليفانتي ونادي ليناريس.

## وصلات خارجية
- أليخاندرو فاسكيز على موقع قاعدة بيانات كرة القدم.إي يو (الإنجليزية)
- أليخاندرو فاسكيز على موقع Soccerway.com (الإنجليزية)